# Jukhang-dong
Jukhang-dong (koreanska: 죽항동) är en stadsdel i staden Namwon i provinsen Norra Jeolla i södra delen av Sydkorea, 240 km söder om huvudstaden Seoul.